# 尼戈維希
51°54′26″N 25°40′38″E / 51.90722°N 25.67722°E
尼戈維希（烏克蘭語：Ниговищі），是烏克蘭西北部的村莊，隸屬里夫內州的瓦拉什區。該村始建於1855年，面積14.1平方公里，海拔高度139米，2001年人口100，人口密度每平方公里7.1人。